# Pio Piatti
Pio Piatti (Verona, 1735 – aldaar, 1816) was een Italiaanse kunstschilder actief in Verona en omgeving. Piatti was een leerling van Fra Felice Cignaroli en later van zijn broer Giambettino Cignaroli. In diverse kerken rondom Verona zijn werken van hem te vinden.
- Gemeinsame Normdatei: 1178487768
- Virtual International Authority File: 5488155105782576320003